# Cristiano X di Danimarca
Cristiano X di Danimarca, nome completo Christian Carl Frederik Albert Alexander Wilhelm (Charlottenlund, 26 settembre 1870 – Copenaghen, 20 aprile 1947), è stato re di Danimarca dal 1912 al 1947 e di Islanda tra il 1918 e il 1944.
Il suo carattere è stato descritto come autoritario e sottolineò fortemente l'importanza della dignità e del potere reali. La sua riluttanza ad abbracciare pienamente la democrazia portò alla crisi di Pasqua del 1920.
Durante l'occupazione tedesca della Danimarca, Cristiano X divenne un popolare simbolo di resistenza, soprattutto per il valore simbolico del fatto che cavalcava ogni giorno per le strade di Copenaghen senza essere accompagnato dalle guardie. Con un regno che abbracciava due guerre mondiali e il suo ruolo di simbolo di manifestazione del sentimento nazionale danese durante l'occupazione tedesca, divenne uno dei monarchi danesi più popolari dei tempi moderni.

## Biografia

### Infanzia ed educazione

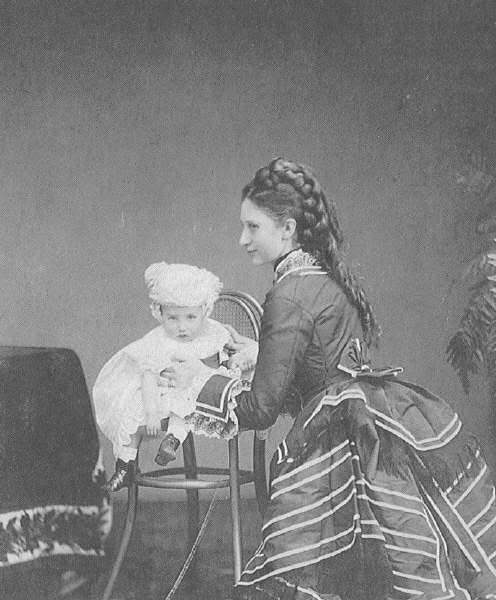
La principessa ereditaria Luisa di Svezia con il suo primo figlio (primi del 1870).

Cristiano nacque il 26 settembre 1870 nella residenza di campagna dei suoi genitori, il Palazzo di Charlottenlund, situato sulle rive dello stretto di Øresund, 10 km a nord di Copenaghen, durante il regno del nonno paterno, il re Cristiano IX. Era il primogenito del principe Federico di Danimarca, e di sua moglie, Luisa di Svezia. Suo padre era il primogenito del re Cristiano IX di Danimarca e Luisa d'Assia-Kassel, e sua madre era l'unica figlia del re Carlo XV di Svezia e Norvegia e Luisa dei Paesi Bassi.
Fu battezzato nella cappella del palazzo di Christiansborg il 31 ottobre 1870 dal vescovo di Zealand, Hans Lassen Martensen.
In contrasto con la pratica abituale del periodo, in cui i bambini reali venivano allevati dalle governanti, Cristiano e i suoi fratelli vennero allevati direttamente dalla madre Luisa. Sotto la sua supervisione, i giovani principi ricevettero un'educazione piuttosto rigida, dominata dal cristianesimo e caratterizzata da severità, adempimento dei doveri, cura e ordine.
Nel 1889 superò l'esame di ammissione all'università, primo membro della famiglia reale danese. In seguito iniziò un'educazione militare come era consuetudine per i principi a quel tempo. Prestò servizio con il 5º Reggimento Dragoni e successivamente studiò presso l'Accademia degli Ufficiali di Randers (1891-1892).

## Matrimonio
Da giovane Cristiano si innamorò della principessa francese Margherita d'Orléans, che era la sorella di sua zia, la principessa Maria d'Orléans. I sentimenti però non vennero ricambiati e, dopo alcuni anni, sposò il 26 aprile 1898 la granduchessa Alessandrina di Meclemburgo-Schwerin (24 dicembre 1879-28 dicembre 1952), figlia di Federico Francesco III di Meclemburgo-Schwerin e della granduchessa Anastasija Michajlovna di Russia. Ebbero due figli:
- Federico (1899-1972); sposò Ingrid di Svezia ed ebbe figli;
- Knud (1900-1976); sposò Carolina Matilde di Danimarca ed ebbe figli.

Alla coppia fu assegnato il Palazzo di Cristiano VIII al Palazzo di Amalienborg come residenza e il Palazzo di Sorgenfri come residenza estiva. Inoltre, la coppia ricevette il Palazzo di Marselisborg, ad Aarhus, come regalo di nozze dal popolo danese nel 1898. Nel 1914 il re fece costruire anche la villa Klitgården a Skagen.

## Regno

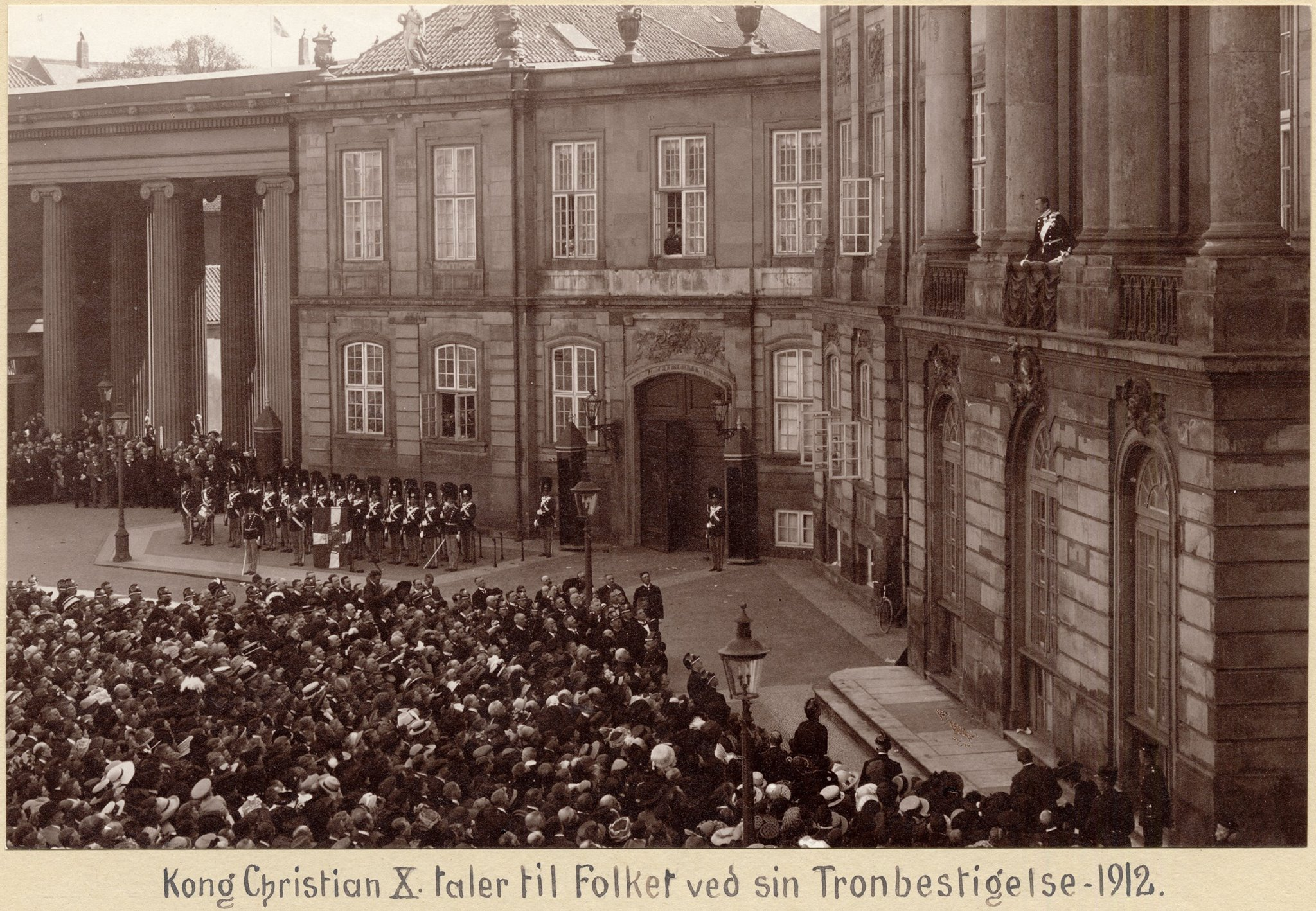
Re Cristiano X il giorno della sua incoronazione (1912)

Il 14 maggio 1912 Federico VIII morì di infarto durante uno scalo ad Amburgo, in Germania, di rientro da una vacanza a Nizza. Cristiano si trovava a Copenaghen quando seppe della notizia e salì al trono come Cristiano X.
Fu Gran Maestro della Massoneria danese.
Essendo alto 1,99 metri, Cristiano X fu il più alto re danese mai misurato.

### Crisi di Pasqua del 1920

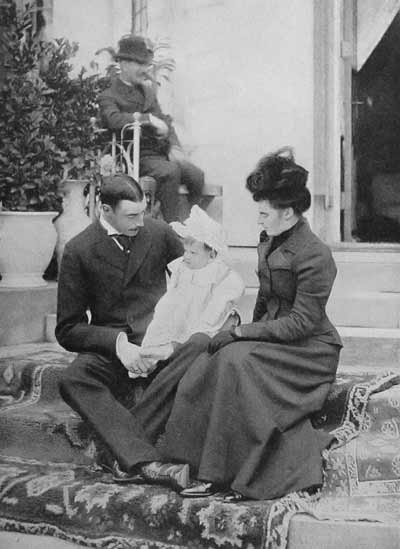
Il principe Cristiano e la principessa Alessandrina con il loro primo figlio Federico

Nell'aprile del 1920, Cristiano provocò la crisi di Pasqua, forse l'evento più incisivo per la monarchia danese nel XX secolo. La causa fu il conflitto tra il re e il governo sulla riunificazione alla Danimarca dello Schleswig, un ex possedimento danese che era stato perduto a vantaggio della Prussia nella seconda guerra dello Schleswig. I danesi rivendicarono la regione alla fine della prima guerra mondiale, ritenendo che con la sconfitta della Germania si potesse risolvere la disputa a favore della Danimarca. In accordo coi termini del Trattato di Versailles, la posizione dello Schleswig dovette essere determinata attraverso due plebisciti: uno nello Schleswig Settentrionale (a maggioranza danese, oggi contea dello Jutland Meridionale della Danimarca), l'altro nello Schleswig Centrale (a maggioranza tedesca, oggi parte del land tedesco dello Schleswig-Holstein). Nessun plebiscito fu indetto invece nello Schleswig Meridionale, poiché si era certi fosse abitato da una assoluta maggioranza tedesca e rimase quindi parte dello stato tedesco post-bellico.
Nello Schleswig Settentrionale, il 75% votò per la riunificazione con la Danimarca, mentre il 25% voleva rimanere con la Germania. Nello Schleswig Centrale, la situazione invece risultò capovolta: l'80% votò per continuare a far parte della Germania e il 20% per ritornare alla Danimarca. Alla luce dei risultati, il primo ministro Carl Theodor Zahle decise che la riunificazione con lo Schleswig settentrionale poteva procedere, mentre la parte centrale sarebbe rimasta sotto controllo tedesco.
Molti nazionalisti danesi avrebbero voluto che tutto lo Schleswig tornasse sotto la Danimarca, a prescindere dal risultato dei plebisciti, motivati dalla volontà di vedere la Germania permanentemente indebolita. Cristiano X era d'accordo con questi sentimenti popolari e ordinò a Zahle di includere lo Schleswig Centrale nel processo di riunificazione. Dato che però la Danimarca era una monarchia costituzionale dal 1901, Zahle non si sentì obbligato ad accondiscendere al volere del sovrano. Rifiutò quindi l'ordine e si dimise qualche giorno dopo, in seguito ad una violenta lite con il re.
Di conseguenza, Cristiano licenziò il resto del governo e lo rimpiazzò con un governo conservatore. Il licenziamento del governo originò diverse manifestazioni e si giunse quasi a una rivoluzione in Danimarca: per vari giorni il futuro della monarchia danese sembrò in pericolo. Alla luce di ciò, il re decise di discutere una soluzione con i liberali e i social-democratici.
Posto di fronte alla possibilità di una caduta della monarchia danese, Cristiano abbandonò l'idea di istituire un governo conservatore e raggiunse un compromesso con il Parlamento, finché non si tennero le elezioni l'anno seguente.
Questa fu l'ultima volta in cui un sovrano danese tentò di impossessarsi del potere politico senza il sostegno del Parlamento; a seguito della crisi, Cristiano accettò il suo ruolo drasticamente ridotto come capo di Stato simbolico.

### Seconda guerra mondiale

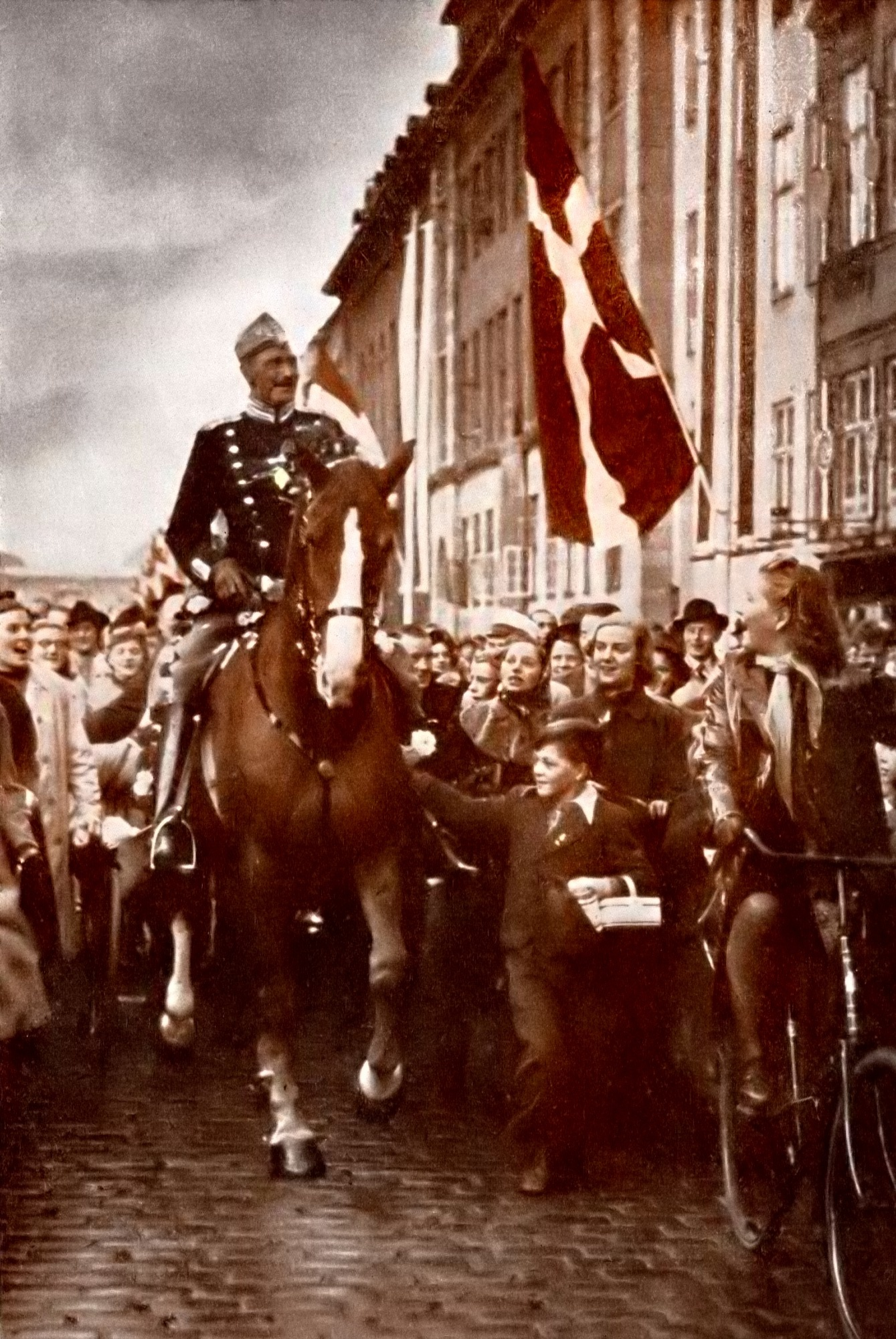
Durante l'occupazione tedesca della Danimarca, il quotidiano giro a cavallo del re per Copenaghen diventò un simbolo della sovranità danese (fotografia del 1940)

Il 9 aprile 1940 la Germania nazista invase a sorpresa la Danimarca, travolgendo l'esercito e l'aeronautica. Cristiano X si rese ben presto conto che una resistenza armata era impossibile a causa delle piccole dimensioni del suo regno e della mancanza di barriere naturali come fiumi o montagne. Con gran parte dell'élite militare e politica favorevole, dopo due ore dall'invasione il re firmò la resa, dando inizio ad un'occupazione militare che sarebbe durata fino al 5 maggio 1945.
Al contrario della gran parte dei sovrani europei che andarono in esilio durante l'occupazione tedesca dei loro paesi, Cristiano X rimase nella capitale durante l'occupazione della Danimarca, diventando così per il suo popolo un simbolo visibile di lealtà. Anche se i suoi discorsi politici si discostavano di poco dalla volontà del governo di cooperare con le forze di occupazione, il popolo continuò a vederlo come simbolo di "resistenza mentale". Nonostante la sua età e la sua salute precaria, ogni giorno girava per la città a cavallo, lasciato solo dalle guardie. Dopo una caduta da cavallo nel 1942, rimase invalido per il resto del regno.
Durante l'occupazione nazista Cristiano di solito cavalcava per le strade di Copenaghen da solo, senza scorta, con intorno a lui due ali di folla. Un giorno, un soldato tedesco osservò con un ragazzo che trovava strano che il re cavalcasse senza scorta. Il ragazzo replicò: "Tutta la Danimarca è la sua guardia del corpo".
Nel 1942 Adolf Hitler inviò al re una lunga lettera di congratulazioni per il suo 72º compleanno. Il re rispose al telegramma con un semplice: "Con i miei più sentiti ringraziamenti. Re Christiano". Ciò causò la cosiddetta crisi del telegramma, poiché venne interpretata come un oltraggio a Hitler, che richiamò subito il suo ambasciatore a Copenaghen ed espulse l'ambasciatore danese dalla Germania. La pressione tedesca si rese visibile anche nella cacciata del governo guidato da Vilhelm Buhl e la sua sostituzione con un governo più favorevole ai tedeschi, guidato da Erik Scavenius.
Un modo molto popolare dei danesi di mostrare il loro patriottismo e la loro resistenza silenziosa all'occupazione tedesca fu di indossare un piccolo bottone quadrato con la bandiera danese e l'insegna con la corona del re. Questo simbolo era chiamato Kongemærket.
Si dice che Cristiano X abbia minacciato di indossare il Maghen David, cioè la Stella di David (il segno distintivo ebraico imposto dagli occupanti nazisti a tutte le persone di religione e di origine ebraica nei Paesi occupati), come segno di supporto e solidarietà agli ebrei danesi, che soffrivano la persecuzione nazista durante l'occupazione e che abbia aiutato questi a fuggire in Svezia.

### Regno d'Islanda
L'atto di unione del 1918, che definiva l'Islanda non più come un territorio soggetto alla corona danese, ma come dominio ugualitario, permise a Cristiano X di essere l'unico monarca danese a potersi fregiare anche del titolo di Re d'Islanda. In seguito all'Operazione Fork, il governo islandese decise che Cristiano non era in grado di governare l'isola da così distante e perciò nominò Sveinn Björnsson come reggente. Nel 1944 il Parlamento islandese indisse un referendum per decidere se l'isola fosse dovuta rimanere sotto il controllo danese o se dovesse diventare una repubblica indipendente. Il referendum vide la vittoria dell'indipendenza e Björnsson venne eletto primo presidente dell'Islanda. Nonostante Cristiano fosse stato ampiamente contrariato da ciò, convinto anche dagli altri monarchi scandinavi, decise di accettare il corso degli eventi senza intervenire.

### Morte
Cristiano morì il 20 aprile 1947 nel palazzo di Amalienborg e come tutti i membri della casa reale danese venne sepolto nella cattedrale di Roskilde. Sebbene fosse stato in parte un collaborazionista con i tedeschi, sulla sua tomba è deposto un fazzoletto dei partigiani danesi.

### Onorificenze islandesi

Monogramma Reale di Re Cristiano X di Danimarca.

Stendardo di Cristiano X come Re d'Islanda.

## Albero genealogico
|                            |                   |                               | Genitori                               |  |  | Nonni |  |  | Bisnonni                                                       |  |  | Trisnonni                                            |  |
|                            |                   |                               |                                        |  |  |       |  |  | Federico Guglielmo di Schleswig-Holstein-Sonderburg-Glücksburg |  |  | Federico Carlo di Schleswig-Holstein-Sonderburg-Beck |  |
|                            |                   |                               |                                        |  |  |       |  |  | Federico Guglielmo di Schleswig-Holstein-Sonderburg-Glücksburg |  |  | Federico Carlo di Schleswig-Holstein-Sonderburg-Beck |  |
|                            |                   | Federica di Schlieben         |                                        |  |  |       |  |  | Federico Guglielmo di Schleswig-Holstein-Sonderburg-Glücksburg |  |  |                                                      |  |
| Cristiano IX di Danimarca  |                   |                               |                                        |  |  |       |  |  | Federico Guglielmo di Schleswig-Holstein-Sonderburg-Glücksburg |  |  |                                                      |  |
|                            |                   | Luisa Carolina d'Assia-Kassel | Carlo d'Assia-Kassel                   |  |  |       |  |  |                                                                |  |  |                                                      |  |
|                            |                   | Luisa Carolina d'Assia-Kassel | Carlo d'Assia-Kassel                   |  |  |       |  |  |                                                                |  |  |                                                      |  |
|                            |                   | Luisa Carolina d'Assia-Kassel | Luisa di Danimarca                     |  |  |       |  |  |                                                                |  |  |                                                      |  |
| Federico VIII di Danimarca |                   | Luisa Carolina d'Assia-Kassel |                                        |  |  |       |  |  |                                                                |  |  |                                                      |  |
|                            |                   | Guglielmo d'Assia-Kassel      | Federico d'Assia-Kassel                |  |  |       |  |  |                                                                |  |  |                                                      |  |
|                            |                   | Guglielmo d'Assia-Kassel      | Federico d'Assia-Kassel                |  |  |       |  |  |                                                                |  |  |                                                      |  |
|                            |                   | Guglielmo d'Assia-Kassel      | Carolina di Nassau-Usingen             |  |  |       |  |  |                                                                |  |  |                                                      |  |
| Luisa d'Assia-Kassel       |                   | Guglielmo d'Assia-Kassel      |                                        |  |  |       |  |  |                                                                |  |  |                                                      |  |
|                            |                   | Luisa Carlotta di Danimarca   | Federico di Danimarca                  |  |  |       |  |  |                                                                |  |  |                                                      |  |
|                            |                   | Luisa Carlotta di Danimarca   | Federico di Danimarca                  |  |  |       |  |  |                                                                |  |  |                                                      |  |
|                            |                   | Luisa Carlotta di Danimarca   | Sofia Federica di Meclemburgo-Schwerin |  |  |       |  |  |                                                                |  |  |                                                      |  |
| Cristiano X di Danimarca   |                   | Luisa Carlotta di Danimarca   |                                        |  |  |       |  |  |                                                                |  |  |                                                      |  |
|                            | Oscar I di Svezia | Carlo XIV Giovanni di Svezia  |                                        |  |  |       |  |  |                                                                |  |  |                                                      |  |
|                            | Oscar I di Svezia | Carlo XIV Giovanni di Svezia  |                                        |  |  |       |  |  |                                                                |  |  |                                                      |  |
|                            | Oscar I di Svezia | Désirée Clary                 |                                        |  |  |       |  |  |                                                                |  |  |                                                      |  |
| Carlo XV di Svezia         | Oscar I di Svezia |                               |                                        |  |  |       |  |  |                                                                |  |  |                                                      |  |
|                            |                   | Giuseppina di Leuchtenberg    | Eugenio di Beauharnais                 |  |  |       |  |  |                                                                |  |  |                                                      |  |
|                            |                   | Giuseppina di Leuchtenberg    | Eugenio di Beauharnais                 |  |  |       |  |  |                                                                |  |  |                                                      |  |
|                            |                   | Giuseppina di Leuchtenberg    | Augusta di Baviera                     |  |  |       |  |  |                                                                |  |  |                                                      |  |
| Luisa di Svezia            |                   | Giuseppina di Leuchtenberg    |                                        |  |  |       |  |  |                                                                |  |  |                                                      |  |
|                            |                   | Federico d'Orange-Nassau      | Guglielmo I dei Paesi Bassi            |  |  |       |  |  |                                                                |  |  |                                                      |  |
|                            |                   | Federico d'Orange-Nassau      | Guglielmo I dei Paesi Bassi            |  |  |       |  |  |                                                                |  |  |                                                      |  |
|                            |                   | Federico d'Orange-Nassau      | Guglielmina di Prussia                 |  |  |       |  |  |                                                                |  |  |                                                      |  |
| Luisa dei Paesi Bassi      |                   | Federico d'Orange-Nassau      |                                        |  |  |       |  |  |                                                                |  |  |                                                      |  |
|                            |                   | Luisa di Prussia              | Federico Guglielmo III di Prussia      |  |  |       |  |  |                                                                |  |  |                                                      |  |
|                            |                   | Luisa di Prussia              | Federico Guglielmo III di Prussia      |  |  |       |  |  |                                                                |  |  |                                                      |  |
|                            |                   | Luisa di Prussia              | Luisa di Meclemburgo-Strelitz          |  |  |       |  |  |                                                                |  |  |                                                      |  |
|                            |                   | Luisa di Prussia              |                                        |  |  |       |  |  |                                                                |  |  |                                                      |  |